# Paradera
Paradera es una pequeña ciudad cerca del extremo noreste de la isla de Aruba.  La región del censo de Paradera abarca la ciudad de Paradera, así como los asentamientos y vecindarios cercanos dentro de Paradera. En el momento del censo de 2010, Paradera propiamente dicha tenía una población de 2486. La región del censo de Paradera tenía una población de 12 024 habitantes.
La Iglesia de Santa Filomena, una iglesia católica, domina el horizonte en relación con el resto de los edificios de la ciudad.

## Población
En el momento del censo de 2010, los siguientes asentamientos se contaban como parte de la región del censo de Paradera.
| Nombre      | Masculino | Femenino | Total  |
| ----------- | --------- | -------- | ------ |
| Shiribana   | 1 755     | 1 1023   | 3 700  |
| Paradera    | 1 516     | 1 279    | 2 486  |
| Ayo         | 1 582     | 1 836    | 3 418  |
| Piedra Plat | 1 300     | 1 217    | 2 419  |
| Total       | 5 747     | 6 277    | 12 024 |

Hasta el censo de 2010, los datos del censo anterior enumeraban el vecindario de Bloemond en Paradera en lugar de la ciudad, para distinguir la ciudad de la región del censo.